# Sigolsheim
Sigolsheim est une ancienne commune française située dans le département du Haut-Rhin, en région Grand Est. 
Cette commune se trouve dans la région historique et culturelle d'Alsace et est devenue, le 1er janvier 2016, une commune déléguée de la commune nouvelle de Kaysersberg Vignoble.

## Géographie

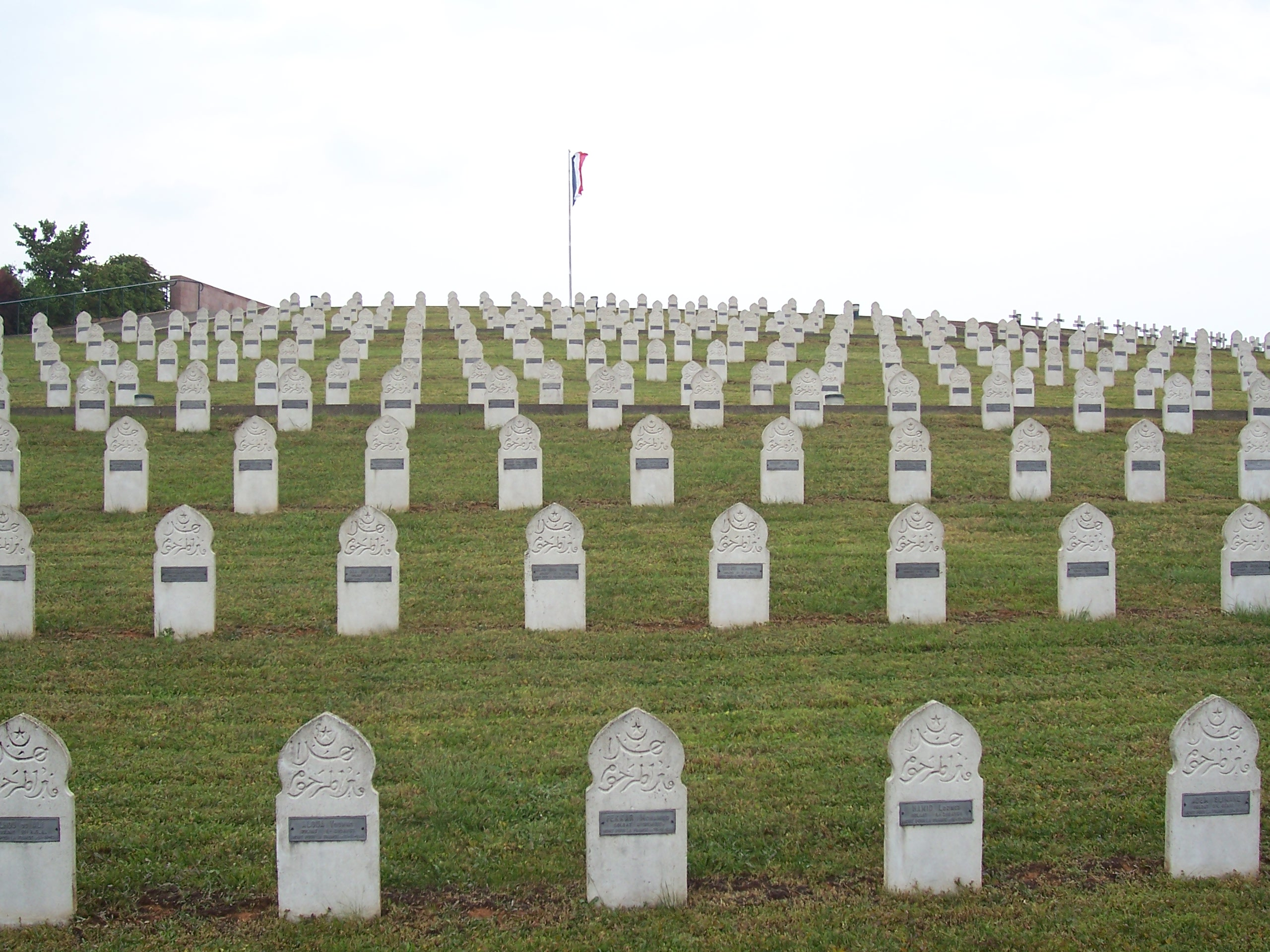
Cimetière militaire.

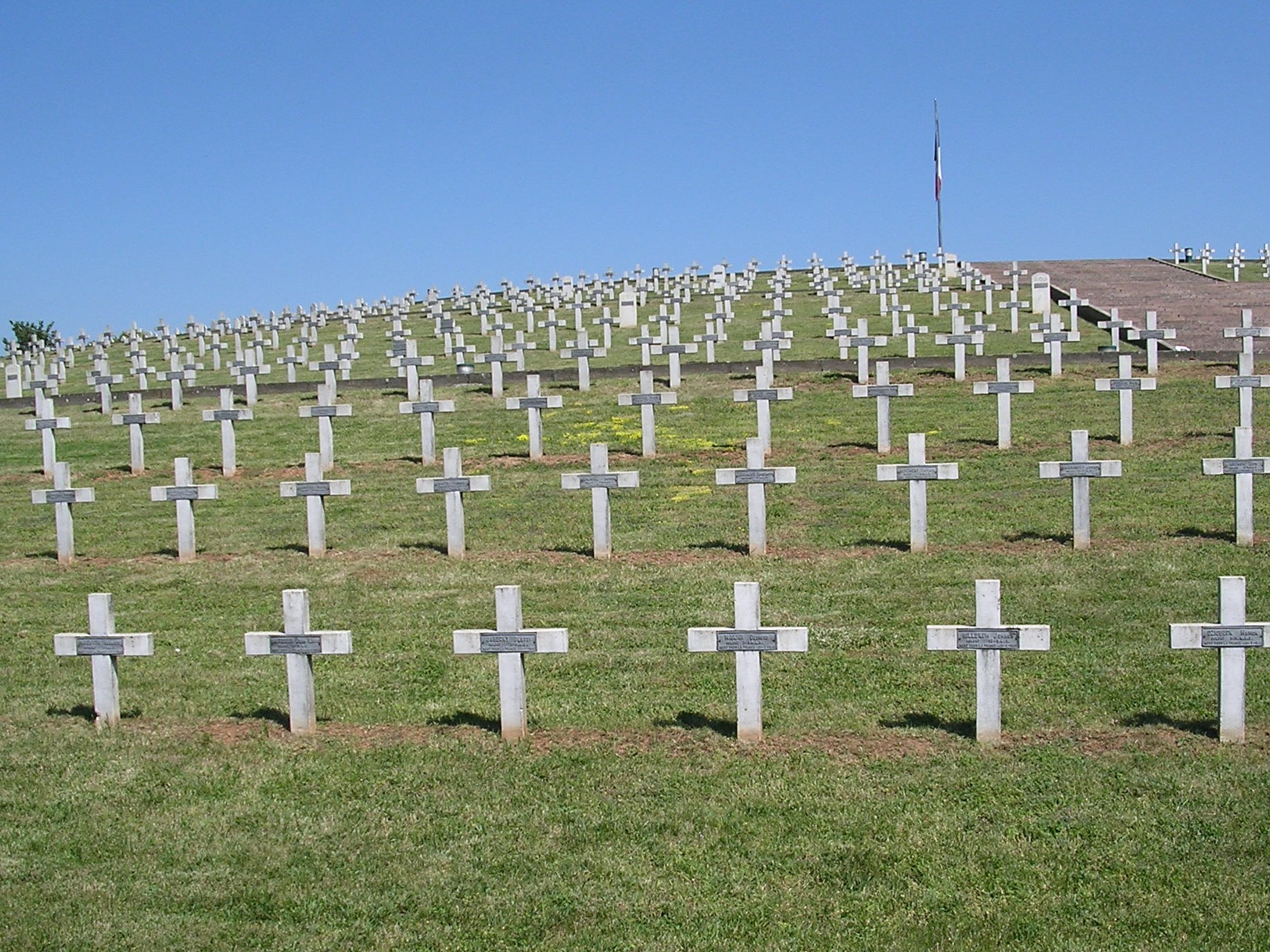
Lieu de mémoire.

Sigolsheim, en dialecte roman Savamont et Saint-Vaumont, est un village faisant partie du canton de Kaysersberg, entouré de fertiles et excellents vignobles et situé sur la Weiss et la route des Vosges.
C'est une des 201 communes du Parc naturel régional des Ballons des Vosges réparties sur quatre départements : les Vosges, le Haut-Rhin, le Territoire de Belfort et la Haute-Saône .

### Géologie et relief
Hydrogéologie et climatologie : Système d’information pour la gestion de l’Aquifère rhénan, par le BRGM :
Territoire communal : Occupation du sol (Corinne Land Cover); Cours d'eau (BD Carthage),
Géologie : Carte géologique; Coupes géologiques et techniques,
 Hydrogéologie : Masses d'eau souterraine; BD Lisa; Cartes piézométriques.

### Cours d'eau
- la Weiss.
- La Fecht.

## Histoire

### Toponymie
En l'an 680, le village est dénommé Villa Sigoltesem, en 768 Sigolt, en 884 Mont Sigoldus, en 1149 Sigoltishein, en 1244 Sigoltisheim, puis Sigelsheim. L'origine du nom peut se résumer ainsi : du patronyme Sigolt et du germanique Heim, foyer.

### Un village remontant à la plus haute Antiquité
Il faut probablement se reporter à l'époque gallo-romaine pour trouver des traces sur les origines de Sigolsheim. La région fut déjà probablement envahie par une tribu celtique apparentée aux Rauraques soumise par les conquérants des Gaules. Ensuite les Celtes furent chassés par les Alamans, des hommes robustes et très guerriers qui vivaient de la chasse. Après la conquête romaine de l'Alsace, les vaincus se soumirent. C'est sans doute à partir de cette époque qu'on rencontre les premières marches en Alsace. Les Romains consolidèrent leurs positions en élevant un peu partout des forts et y construisirent des routes militaires. L'une de ces routes passait par Sigolsheim. Une autre route coupait la voie des Vosges, un peu à l'écart du village pour se diriger par la Petrosia via (Lapoutroie ?) allant de Tullium Nazium (Toul ?) à Scarpone (Dieulouard). Ces deux routes se recoupaient en un point stratégique occupé par d'importantes troupes romaines.

### La création du village
Dans cette vallée arrosée par la Weiss, un affluent de la Fecht, un Germain nommé Sigwald ou Sigold aurait établi sa demeure qui fut ainsi à l'origine de la création du village portant son nom, Sigolsheim ou villa de Sigold. On ne connaît pas précisément l'origine de ce Sigwald. Était-il un des Teutons qui, au commencement du Christianisme, quittèrent avec leurs femmes et leurs enfants les régions inhospitalières de la Germanie pour se fixer en Gaule ? Il est aussi vraisemblable qu'il fut un chef de guerre qui obtint en retour de sa bravoure d'importantes terres. Au Moyen Âge germanique la garde des marches était confiée à l'un des officiers qu'on appelait pour cette raison prévôt. Était-ce pour cette raison que lors des invasions des barbares, cet officier reçut en récompense de sa bravoure et de son dévouement une partie du territoire dont furent dépossédés les vaincus ? On ne le saura jamais avec certitude. Quoi qu'il en soit, l'origine germanique du village ne fait aucun doute. Le nom de son fondateur (Sigwald) est d'origine évidemment tudesque. Ce nom apparaît d'ailleurs dans l'histoire des Francs : Grégoire de Tours fait savoir que le roi Thierry fit mettre à mort son parent Sigewald.

### Des établissements religieux propriétaires des lieux
De établissements religieux possèdent dès le haut Moyen Âge de nombreux biens dans la localité. Parmi les possessionnés on trouve l'abbaye d'Ebersmunster qui y reçut du temps du duc Adalric une cour domaniale. C'est autour de cette cour que se développe le village. D'autres établissements y possèdent également des terres: Munster (l'abbaye de Munster), Hohenbourg (Mont Sainte Odile), l'abbaye de Fulda en Westphalie dès 785, Moutier-Granval (Suisse) et Saint-Dié dans les Vosges. Provenant des ducs d'Alsace ils parviendront par la suite à leurs héritiers, les Habsbourg qui les intègrent à la seigneurie de Holansdberg.

### Le champ du mensonge
Dès le IXe siècle se déroulèrent près de Sigolsheim de violents combats entre les trois fils de Louis le Pieux et leur père. Ces combats se déroulèrent au lieu-dit du Rotfeld ou Lüngenfeld qui reçut le nom de Champ du Mensonge. Les 23-24 juin 833, Louis le Pieux se rend à ses trois fils (Lothaire Ier, Louis de Bavière et Pépin) et est enfermé en juin 833 avant d'être transféré à Soissons pour y être jugé par la Diète de l'Empire. Louis le Pieux dans ses volontés demande qu'on épargne la vie de sa deuxième femme, Judith de Bavière et son fils Charles.

### Prieuré Saint-Maurice
Sigolsheim relevait du duché d'Alsace. Selon la Chronique d'Ebersmunster, une noble dame du nom de Hune donna la moitié de son domaine de Hunawihr et de Mittelwihr à l'abbaye Saint-Maurice d'Ebersmunster et l'autre à la fondation saint Déodat dans la vallée de la Meurthe, futur Saint-Dié des Vosges. Le domaine de Sigolsheim est confirmé par des chartes impériales de Charlemagne et de Louis le Pieux comme provenant d'une donation du duc Adalric. La chronique d'Ebersmunster mentionne que sainte Richarde est venue à Ebersmunster pour donner des biens à l'abbaye dont divers biens à Kintzheim, pour compenser les dîmes qui avaient été enlevées de force au prieuré Saint-Maurice de Sigolsheim. Selon l'évêque Henri II de Thun, le pape Léon IX aurait consacré la chapelle Saint-Maurice de la cour de Sigolsheim. Il aurait exempté cette chapelle de la juridiction épiscopale des évêques de Bâle et l'aurait dispensée de leur verser la dîme. Cette chapelle avait pour patron secondaire saint Blaise. Dès 1183, le pape Lucius confirma toutes les possessions  de l'abbaye d'Ebersmunster à Sigolsheim. En 1221, l'évêque de Bâle, Henri baron de Thun, exempta la chapelle de la juridiction de l'ordinaire, en sorte qu'elle ne relevait plus que de l'abbaye. Saint Blaise y fut évoqué pour les maux de gorge. Le prieuré fut incendié en 1271 par Rodolphe de Habsbourg. Elle fut ensuite sécularisée et transformée en prévôté. En 1280 un conflit éclata entre l'abbé du prieuré et le chapitre d'un côté, le prévôt de Turckheim au sujet de l'avouerie de Sigolsheim. L'évêque de Strasbourg, Conrad III nomma une commission d'arbitrage. Celle-ci statua le 10 octobre 1280 devant les portes de Zellenberg que les prétendants devront se contenter des droits que le maire de la cour et les tenanciers assermentés leur accorderaient lors du prochain plaid après la Saint-Martin d'hiver. Le 5 octobre 1632, le prieuré de Sigolsheim est détruit.  Entre 1634 et 1637, les bénédictins d'Ebersmunster assuraient la pastorale de l'église Saint-Pierre. La cour supérieure de l'ancien prieuré fut vendue à la Révolution dans le cadre de la liquidation des biens nationaux.  Jean-Jacques Rapinat, homme de loi, l'acquit en 1791 pour la somme de 64000 livres. En 1812, le nouveau propriétaire fit démolir l'ancienne chapelle. Le chanoine André Raess put acheter le domaine amputé en 1836 pour y installer un pensionnat qui fonctionna jusqu'en 1841. Devenu évêque en 1841, André Raess utilisa le domaine comme résidence épiscopale. Il vendit cette propriété en 1874 pour la racheter au moins partiellement en 1883. Après sa mort en 1887 les Capucins y établir une communauté de religieux en 1888. Les Clarisses prirent le relais en 1951 jusqu'en 2009.

### Héraldique
| Blason de Sigolsheim | Les armes de Sigolsheim se blasonnent ainsi : « D'azur aux deux lettres majuscules S et I entrelacées d'argent accompagnées en chef de deux grappes de raisin d'or. » |

## Politique et administration

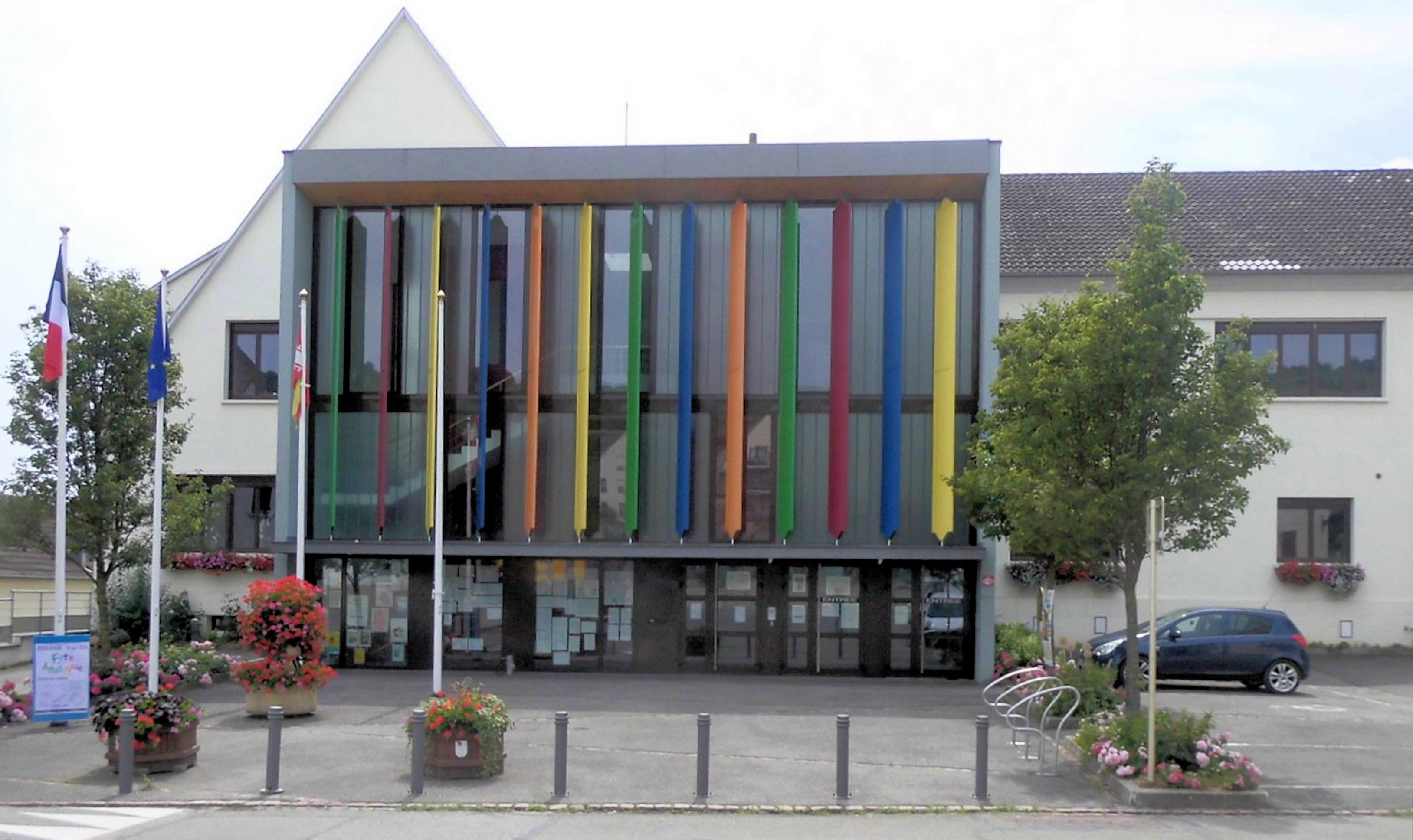
Actuelle mairie de Sigolsheim

### Budget et fiscalité 2015
En 2015, le budget de la commune était constitué ainsi :
- total des produits de fonctionnement : 1 119 000 €, soit 920 € par habitant ;
- total des charges de fonctionnement : 758 000 €, soit 623 € par habitant ;
- total des ressources d’investissement : 508 000 €, soit 417 € par habitant ;
- total des emplois d’investissement : 519 000 €, soit 427 € par habitant ;
- endettement : 662 000 €, soit 544 € par habitant.

Avec les taux de fiscalité suivants :
- taxe d’habitation : 12,21 % ;
- taxe foncière sur les propriétés bâties : 14,40 % ;
- taxe foncière sur les propriétés non bâties : 49,42 % ;
- taxe additionnelle à la taxe foncière sur les propriétés non bâties : 0,00 % ;
- cotisation foncière des entreprises : 0,00 %.

Sigolsheim devient commune déléguée au sein de Kaysersberg Vignoble (68162) (commune nouvelle) le 01/01/2016.

### Liste des maires
| Période                                  | Période          | Identité                     | Étiquette | Qualité |
| ---------------------------------------- | ---------------- | ---------------------------- | --------- | ------- |
| Les données manquantes sont à compléter. |                  |                              |           |         |
| 1965                                     | 1983             | Bernard Dietrich (1921-2010) |           |         |
| mars 1983                                | mars 2001        | Charles Sparr                |           |         |
| mars 2001                                | 31 décembre 2015 | Thierry Speitel-Gotz         | FED - UDI |         |

## Démographie
L'évolution du nombre d'habitants est connue à travers les recensements de la population effectués dans la commune depuis 1793. À partir du 1er janvier 2009, les populations légales des communes sont publiées annuellement dans le cadre d'un recensement qui repose désormais sur une collecte d'information annuelle, concernant successivement tous les territoires communaux au cours d'une période de cinq ans. 
Pour les communes de moins de 10 000 habitants, une enquête de recensement portant sur toute la population est réalisée tous les cinq ans, les populations légales des années intermédiaires étant quant à elles estimées par interpolation ou extrapolation. Pour la commune, le premier recensement exhaustif entrant dans le cadre du nouveau dispositif a été réalisé en 2005,.
En 2013, la commune comptait 1 195 habitants, en évolution de −0,33 % par rapport à 2008 (Haut-Rhin : +1,54 %, France hors Mayotte : +2,49 %).
| 1793 | 1800 | 1806 | 1821 | 1831 | 1836 | 1841 | 1846 | 1851  |
| ---- | ---- | ---- | ---- | ---- | ---- | ---- | ---- | ----- |
| 720  | 620  | 709  | 926  | 890  | 965  | 987  | 963  | 1 011 |

| 1856 | 1861 | 1866 | 1871 | 1875 | 1880 | 1885 | 1890 | 1895 |
| ---- | ---- | ---- | ---- | ---- | ---- | ---- | ---- | ---- |
| 902  | 935  | 987  | 976  | 926  | 906  | 922  | 971  | 927  |

| 1900 | 1905 | 1910 | 1921 | 1926 | 1931 | 1936 | 1946 | 1954 |
| ---- | ---- | ---- | ---- | ---- | ---- | ---- | ---- | ---- |
| 937  | 882  | 870  | 752  | 752  | 737  | 774  | 542  | 848  |

| 1962 | 1968 | 1975 | 1982 | 1990 | 1999 | 2005  | 2010  | 2013  |
| ---- | ---- | ---- | ---- | ---- | ---- | ----- | ----- | ----- |
| 887  | 900  | 946  | 946  | 931  | 986  | 1 097 | 1 172 | 1 195 |

## Lieux et monuments

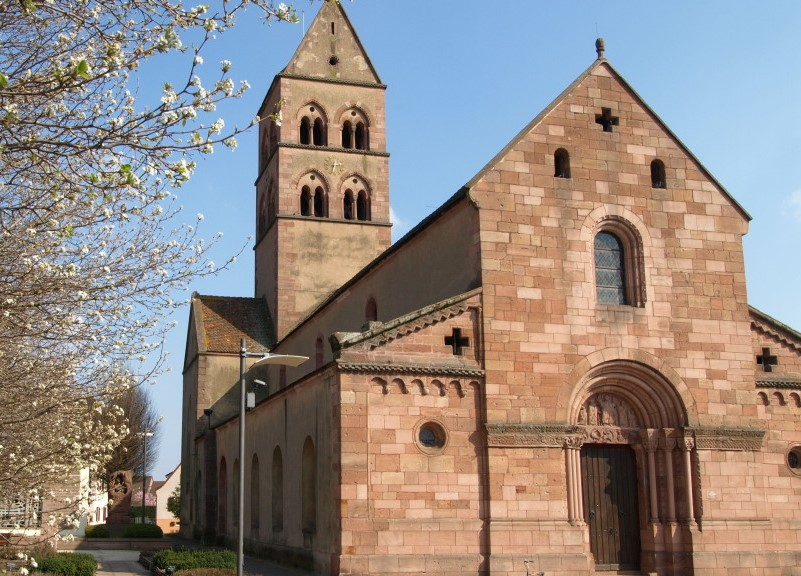
Église Saint-Pierre-et-Saint-Paul de Sigolsheim

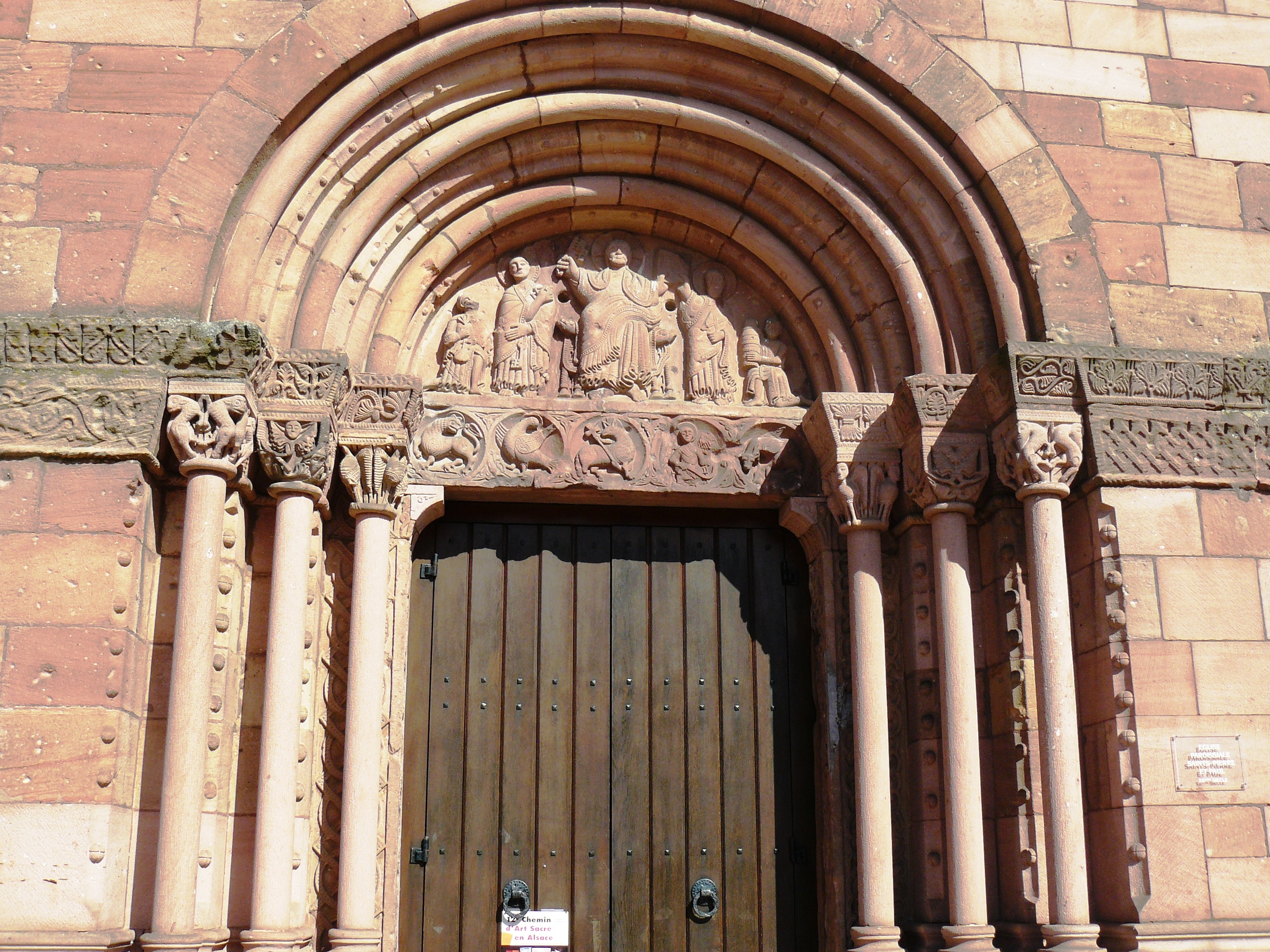
Porche de l'église Saint-Pierre-et-Paul.

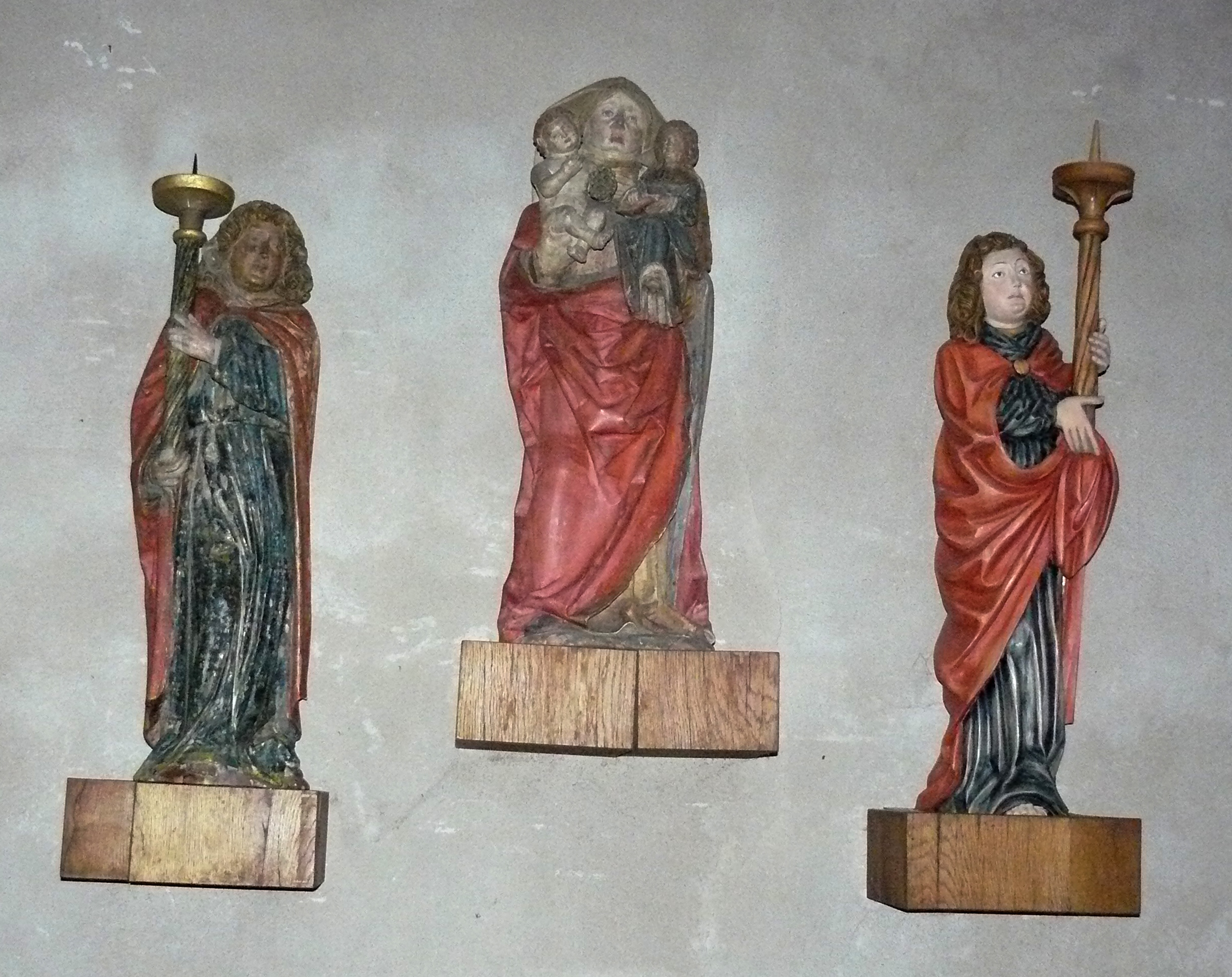
Statues polychromes de sainte Anne (fin du XVe siècle et début du XVIe siècle).

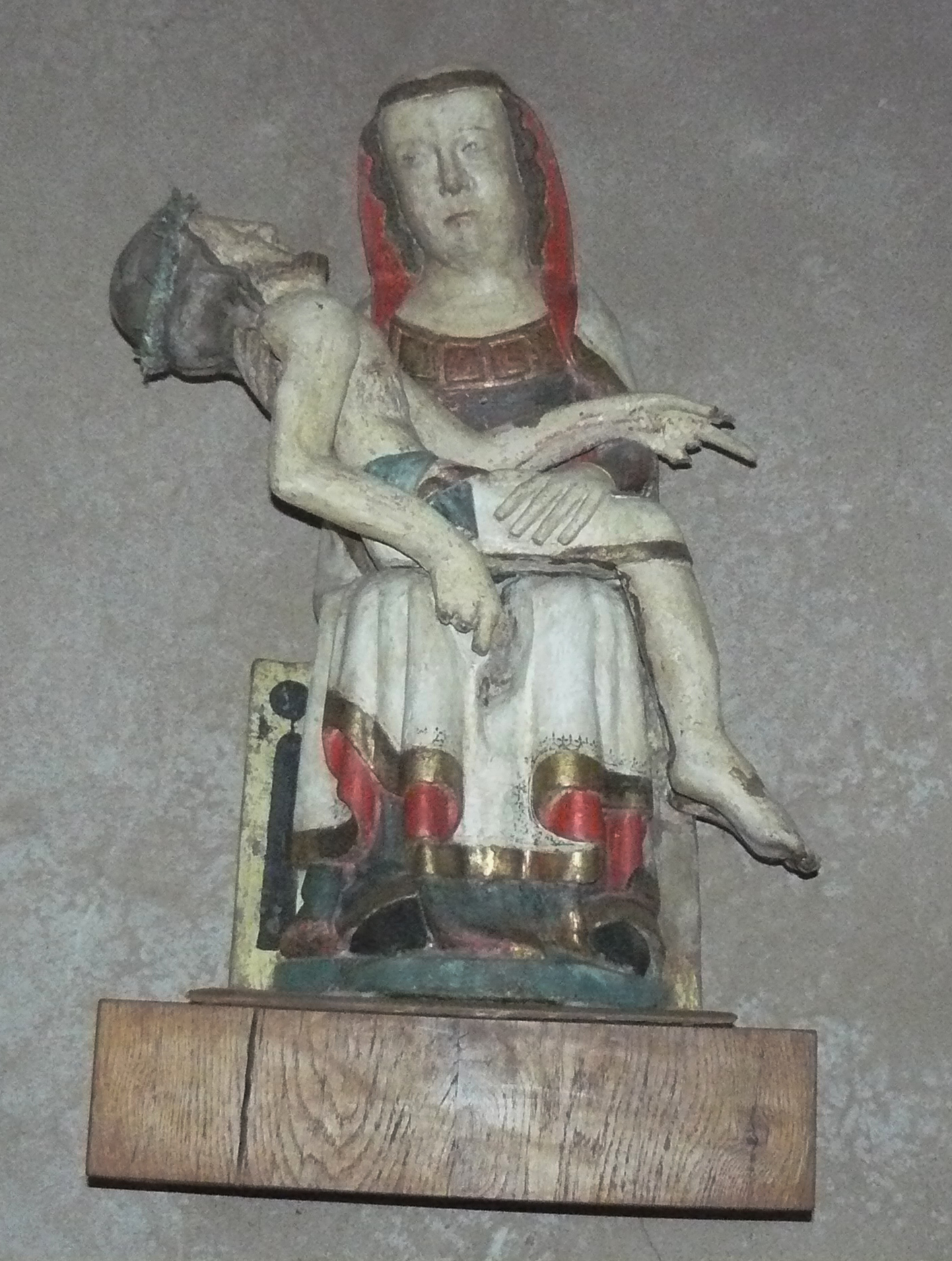
Vierge de la Piété (bois polychrome du XIVe siècle).

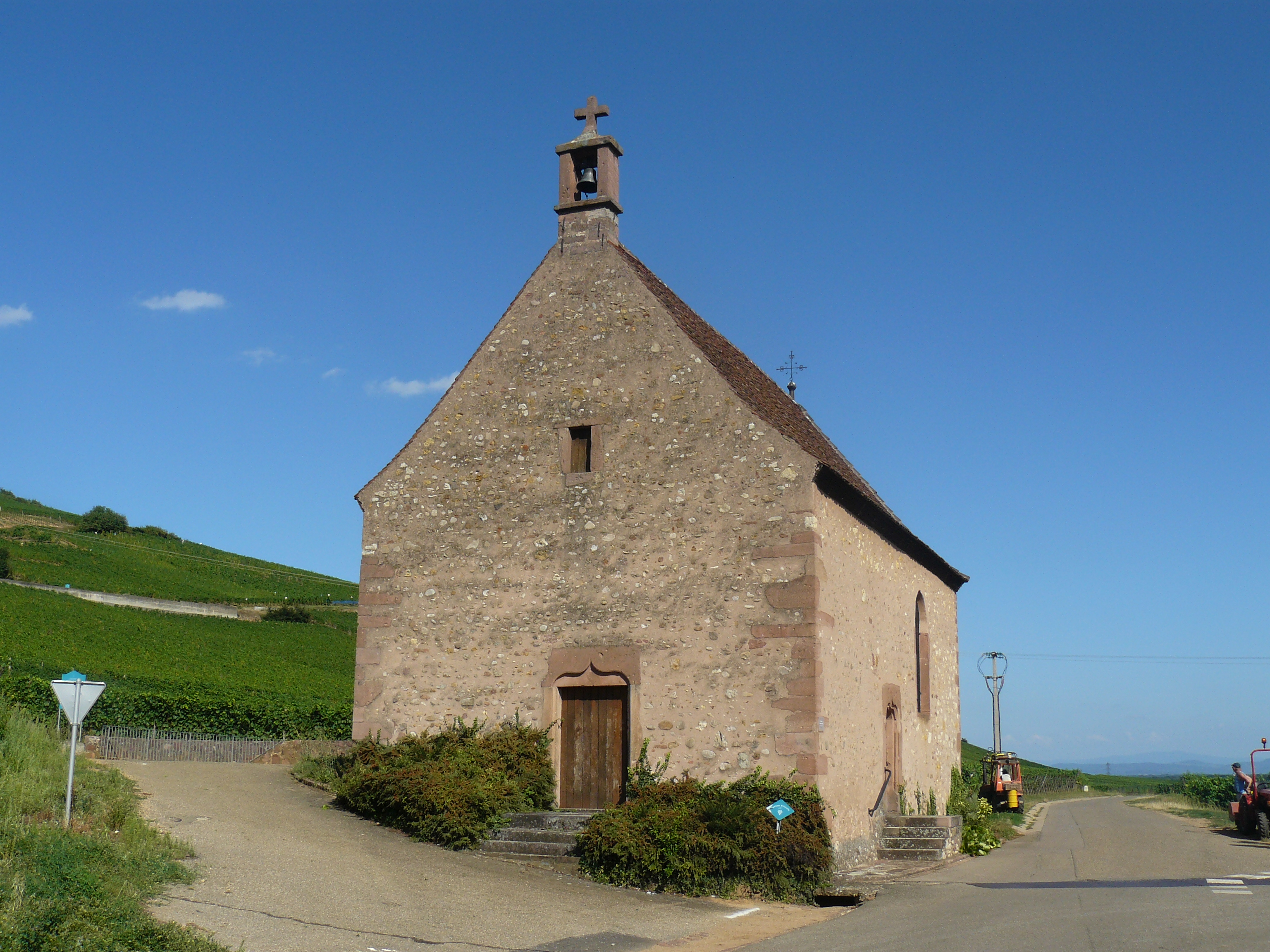
Chapelle Sainte-Anne.

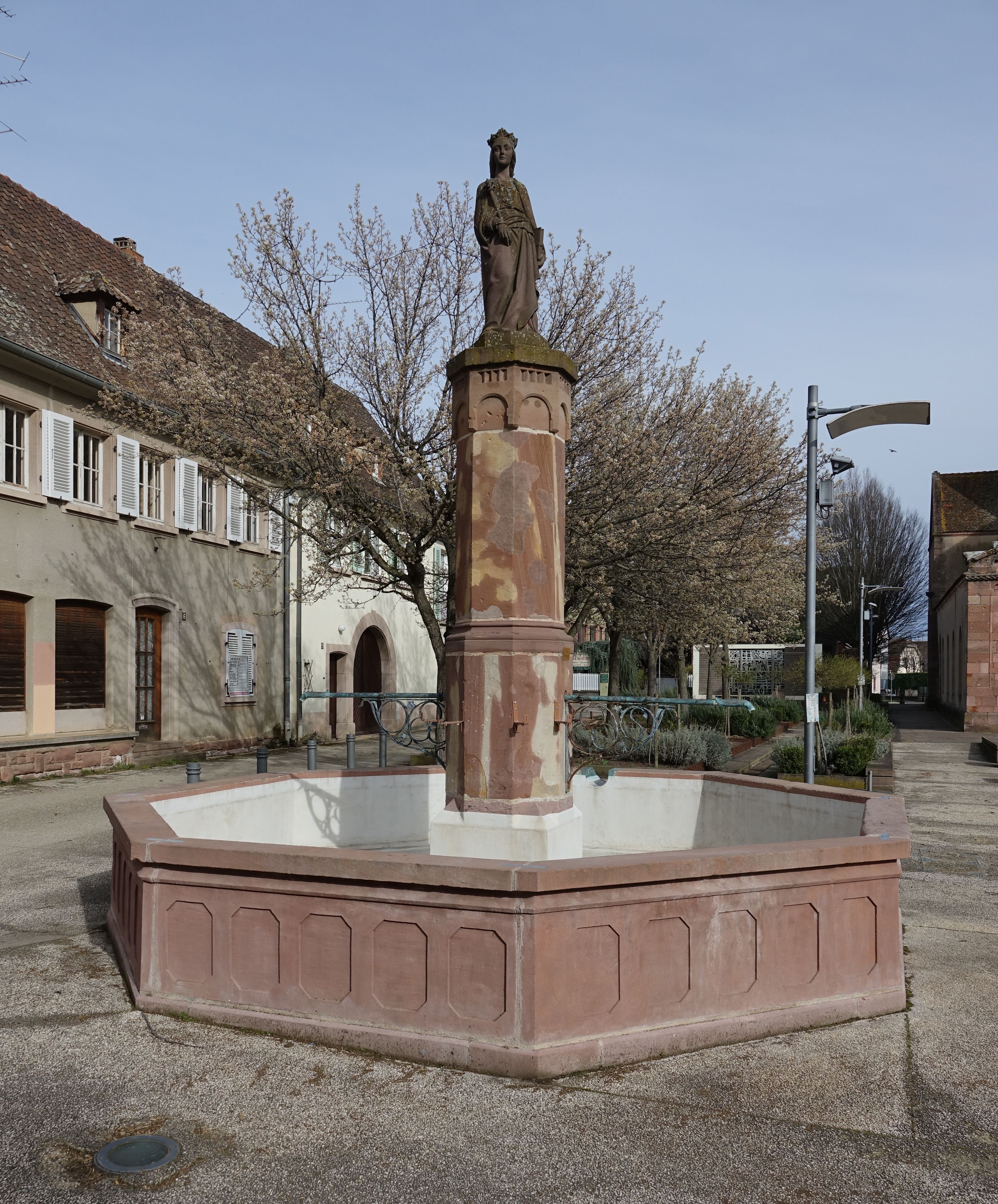
Fontaine de la Sainte-Richarde.

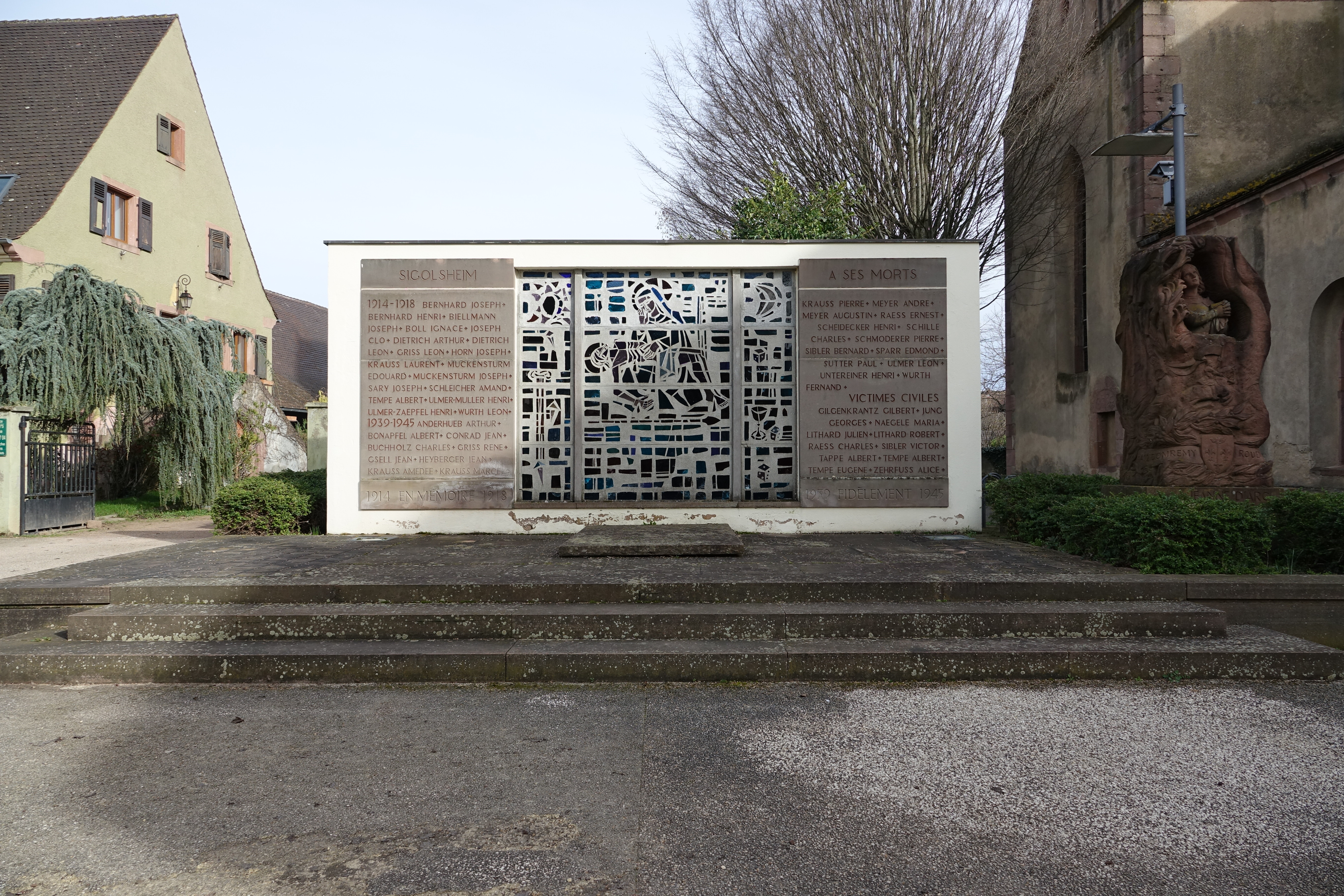
Monument aux morts des Première et Seconde Guerres mondiales.

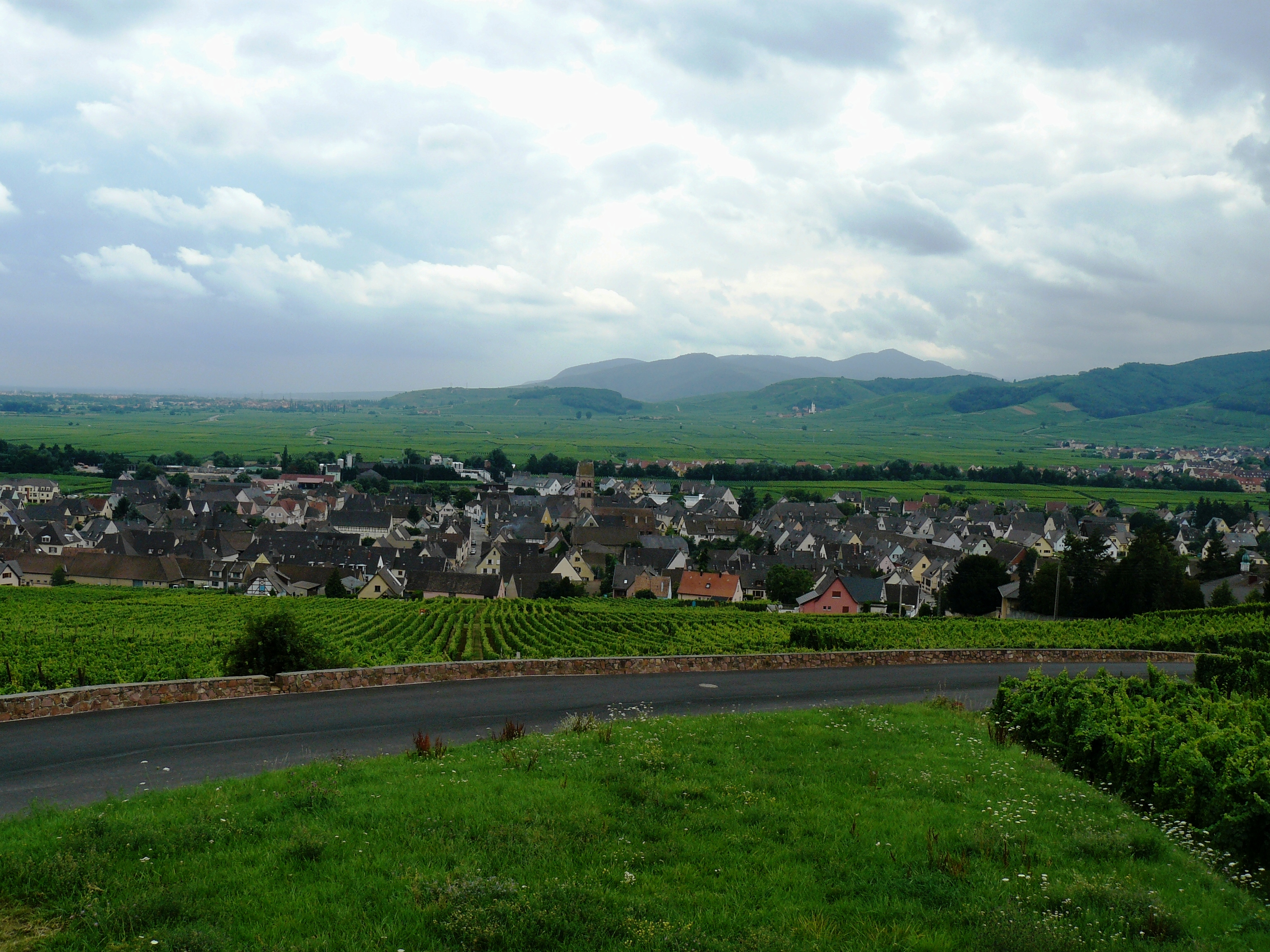
Le village de Sigolsheim.

### Église Saint-Pierre-et-Paul
D'après la chronique de l'abbaye d'Ebersmunster, la première église carolingienne fut construite par l'impératrice Richarde de Souabe sur ses propres terres dont elle fit don à l'abbaye d'Étival (Vosges) en 884,.
L'orgue actuel, de 1966, est de Curt Schwenkedel,, le précédent ayant été détruit en 1944/45

### Groupe de statues en bois polychromes de sainte Anne
Cet ensemble de trois éléments en bois polychromes, comprend une statue de sainte Anne, flanquée de deux anges porte-cierge, provenant du retable de la chapelle Sainte-Anne. Longtemps stockées dans un entrepôt, les statues ont ensuite été restaurées par Gérard Ambroselli (1906-2000), peintre et sculpteur à Kientzheim, et placées dans l'église paroissiale en 1978 pour y être exposées à la vue du public. Sainte Anne est représentée debout, amplement drapée, portant deux personnages ayant la même taille : la Vierge Marie portant l'enfant sur le bras gauche, et l'Enfant-Jésus tenant un raisin sur le bras droit.

### Monastère des Clarisses
Le couvent des Clarisses Capucines a été édifié en 1951 sur les ruines du couvent des Capucins détruit en 1945. Ce couvent a été fermé en 2009 car il ne restait plus que 24 sœurs, souvent très âgées. Ne pouvant plus faire face aux nombreuses charges qu'incombe l'entretien du couvent, elles ont décidé de se disperser dans d'autres couvents. Le mobilier  et d'autres ustensiles, vaisselles, objets de cuisine, livres, ont été vendus. Les fonds devaient servir à financer un monastère de Clarisses au Bénin. La plus grande partie de la bibliothèque du couvent de Sigolsheim a été transférée au Bénin.

### Chapelle Sainte-Anne
À l'origine, cette chapelle fut construite le 9 mai 1513. Elle était alors dédiée à la Vierge et à saint Wendelin, patron des éleveurs. Le linteau primitif portait l'année 1508, mais les combats de 1944 ont porté un coup fatal à l'édifice, de telle sorte qu'une partie du mur a été abîmée. Le nom de Sainte-Anne[Laquelle ?] s'est semble-t-il imposé au XVIIIe siècle. Vers l'année 1684, une petite cloche portant le nom de sainte Anne fut suspendue dans le beffroi en pierre érigée à cet effet au sommet du pignon de la façade. Le grand Christ en bois datant de la fin du XVIe siècle, restauré, a été transféré à l'intérieur de l'église paroissiale Saint-Pierre-et-Saint-Paul. La fête de sainte Anne ne sera célébrée au calendrier liturgique romain qu'en 1584, malgré les attaques de Luther contre le culte en son honneur et contre les images qui la représentent avec la Vierge Marie et Jésus,. 
Dans une niche en pierre se trouve la statue portant, selon l'iconographie traditionnelle, sa fille Marie sur son bras gauche et l'enfant Jésus sur son bras droit qui tient une grappe de raison. Au-dessus, se trouve un crucifix de grès jaune qui symbolise l'arbre de vie. Il est entouré de deux anges (sans ailes) portant chacun un chandelier. Une pietà d'allure encore plus ancienne (1350 ?) est accrochée au mur nord. Toutes ces statues ne sont que des copies du XVIe siècle, les originales se trouvant dans la belle église romane Saint-Pierre-et-Paul toute proche, où elles sont malheureusement peu éclairées. Un des anges a d'ailleurs été volé et remplacé par une copie.

### La Vierge de la Pitié (XIVesiècle)
Cette statue qui se trouvait auparavant dans la chapelle Sainte-Anne a été retirée après la Seconde Guerre mondiale. Elle a ensuite été restaurée par Ambroselli, peintre et sculpteur à Kientzheim, puis placée dans l'église paroissiale en 1978. Cette représentation de la mère du Christ pleurant son fils se caractérise par sa rusticité. L'aspect massif de la Vierge est adouci par la douleur qui se dégage de son visage, expression obtenue par le regard portant au loin et la déformation de la bouche. On remarque un Christ d'une facture très originale, curieusement brisé selon cinq axes.

### Monuments commémoratifs

#### Mémorial et cimetière de la guerre 39-45 (nécropole nationale)
C'est Jean de Lattre de Tassigny, Maréchal de France qui est à l'origine de la création de la Nécropole nationale de Sigolsheim. 
Au lendemain de la Deuxième Guerre mondiale, à la suite du souhait exprimé par le Maréchal de Lattre et par l’« Association Rhin et Danube », sous la présidence du Général Guillaume, le Ministère des Anciens Combattants et Victimes de Guerre, proposa de regrouper les corps des héros militaires de la 1re Armée Française en un endroit où les combats avaient été les plus meurtriers. Ainsi, la nécropole fut érigée sur la colline du « Blutberg » (Montagne du sang) en souvenir des combats acharnés de janvier et février 1945, lors de la réduction de la poche de Colmar. La nécropole a été inaugurée le 2 mai 1965 par le ministre des Anciens Combattants et Mme de Lattre de Tassigny.
La route d'accès à la nécropole a été nommée « Rue du Mal De Lattre de Tassigny ».

Parmi les 1 589 militaires « Morts pour la France » qui reposent dans cette nécropole de 18 285 m2, on dénombre 792 tombes de soldats maghrébins et 15 tombes de soldats juifs.
« Sur ces pentes des Vosges, dans cette Plaine d’Alsace, par haute neige et vingt degrés sous zéro, des soldats de France, d’Afrique et des États-Unis d’Amérique, amalgamés dans la Première Armée Française sous les ordres du Général de Lattre de Tassigny, forcèrent la victoire dans les luttes acharnées de la Bataille de Colmar, 20 janvier au 9 février 1945 »
— Texte rappelant la mémoire des anciens combattants
La commune a été décorée, le 12 février 1949, de la Croix de guerre 1939-1945.

#### Monument aux morts
Monument aux morts,,.

#### La Croix du Purgatoire
Calvaire réalisé en 1864 dans le cimetière.

#### Le buste de Jeanne d'arc
Buste sauvé de la destruction en 1940.

### Fontaine de la Sainte-Richarde
Cette fontaine possède un bassin octogonal sur lequel se trouve un pilier surmontée d'une statue de la sainte Richarde de Souabe couronnée.  Ce bassin est situé sur la place de l'église.

## Personnalités liées à la commune
- Marie-Anne Reubell , née Mouhat, en 1752 ou 1759 à Colmar, décédée le 8 février 1813 probablement à Sigolsheim , est l'épouse de Jean-François Reubell , président du Directoire (1795-1799).
- André Raess, évêque de Strasbourg, né en 1794 à Sigolsheim et décédé en 1887 ;
- Paul Mathéry (1907-1944), Résistant et Juste parmi les nations, qui fut secrétaire de mairie à Chelles, Vaires-sur-Marne et Avon (Seine-et-Marne) et dont l'histoire a inspiré le film Au revoir les enfants de Louis Malle. Il fut déporté à Mauthausen en Autriche.

## Actualité
- En juin 2015, les maires de Kaysersberg, Kientzheim et Sigolsheim  ont annoncé la fusion de ces trois communes voisines en une entité  unique de plus de 5 000 habitants. Cela permettrait de faire des  économies d'échelle et de maintenir les dotations d’État avec  bonification de 5 % (nouvelles communes créées avant 2016).